# Яворовский военный полигон

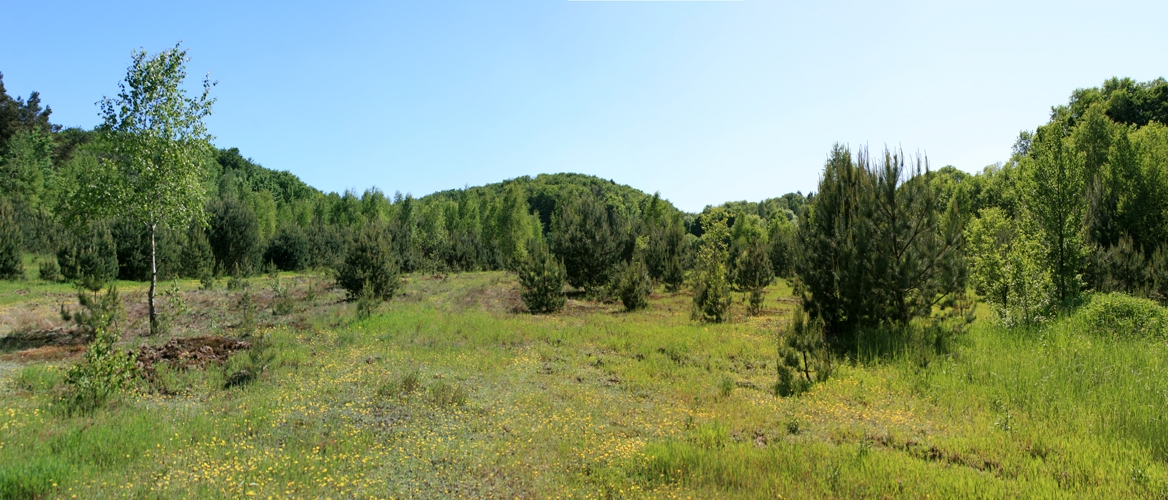
Ландшафт Яворовского полигона.

Яворовский военный полигон — украинский полигон, расположенный в 30 км к северо-западу от Львова, на территории Яворовского района Львовской области, в центральной части Украинского Расточья.
На полигоне расположен Международный центр миротворчества и безопасности Национальной академии сухопутных войск имени гетмана Петра Сагайдачного Вооружённых сил Украины. Полигон занимает 36 153 га (четверть территории Яворовского района).
До создания национального парка «Яворовский» полигон занимал территорию площадью 42 тыс. га. Командный пункт учебного центра административно расположен в селе Старичи, войсковая часть № А4150.

## История

### СССР
Яворовский полигон был создан в 1940 году на базе бывшего полигона войска Польского, который здесь существовал до 1939 года. 13 февраля 1940 года СНК УССР принял постановление об отселении жителей сельских населённых пунктов с территорий, выделенных под Львовский артиллерийский полигон. Их переселяли в бывшие немецкие поселения на территории Аккерманской области (ныне юг Одесской области).
В июле 1944 года в лесном массиве на территории нынешнего полигона было проведено сосредоточение свыше 1 000 членов ОУН-УПА для совместного перехода советско-германской линии фронта.
В послевоенное время здесь размещался Львовский учебный центр Прикарпатского военного округа ВС СССР.
В 1965 году на базе Львовского полигона советскими войсками были проведены масштабные учения с применением артиллерийских установок времён Великой Отечественной войны. Результаты учений показали несоответствие имевшихся на вооружении самоходных артиллерийских установок требованиям современного ведения боя. С целью ликвидации отставания советской самоходной артиллерии от артиллерии стран Североатлантического блока в 1967 году выпущено постановление ЦК КПСС и Совета министров СССР № 609—201, от 4 июля 1967 года. В соответствии с этим постановлением была официально начата разработка новой 152-мм самоходной гаубицы «Акация».

### Украина

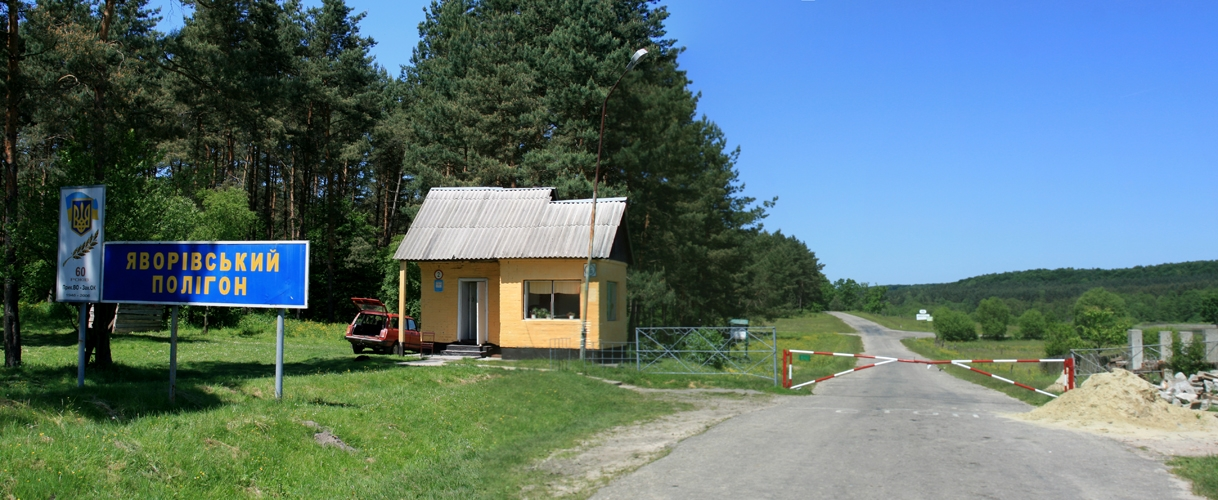
Контрольно-пропускной пункт (КПП) Яворовского полигона.

После провозглашения независимости Украины Яворовский полигон было предложено задействовать для проведения международных военных учений и подготовки к участию в миротворческих операциях. Начиная с 1995 года на территории полигона проводятся международные учения «Щит мира» в рамках программы НАТО «Партнёрство ради мира».
Начиная с 2015 года США на регулярной основе направляли на Яворовский военный полигон своих военных инструкторов для обучения украинских военнослужащих. По данным украинских СМИ, в середине февраля 2022 года все иностранные инструкторы были вывезены с полигона.
В 2022 году, после начала вторжения России в Украину, полигон использовался как центр тренировки иностранных добровольцев, приехавших воевать на стороне Украины: по словам начальника управления международной технической помощи и международного сотрудничества Львовской областной государственной администрации Романа Шепеляка, полигон выполняет задачу по сбору иностранных добровольцев, откуда они распределяются по местам несения службы. По словам Шепеляка, они приезжают из многих стран, включая Великобританию, Нидерланды и Польшу.
13 марта 2022 года российские войска нанесли ракетный удар по Яворовскому полигону. По данным Службы безопасности Украины, в результате удара погибло более 50 военнослужащих и ранено почти 150. По заявлению Министерства обороны России, в результате удара погибло до 180 человек.